# Maurice Gaidon
Maurice Gaidon, né le 17 janvier 1928 à Dijon et mort le 14 novembre 2011 dans cette même ville, est un évêque catholique français, évêque de Cahors de 1987 à 2004.

## Biographie

### Formation
Maurice Gaidon étudie durant deux années au lycée Gérôme de Vesoul, dans la Haute-Saône.
Après avoir obtenu un diplôme d'études supérieures en lettres à l'université de Dijon, Maurice Gaidon est entré au grand séminaire de cette même ville avant de poursuivre ses études à Lyon où il obtient une licence de théologie.
Il est par ailleurs un pianiste de talent, lauréat du premier prix de piano du conservatoire de musique de Dijon.
Il est ordonné prêtre le 29 juin 1956 pour le diocèse de Dijon.

### Principaux ministères
Il a tout d'abord été envoyé au petit séminaire de Flavigny-sur-Ozerain avant de devenir vicaire à Dijon en 1960. 
En 1962, il devient enseignant en théologie fondamentale, puis supérieur du grand séminaire de Dijon de 1966 à 1973.
Nommé évêque auxiliaire de Besançon le 13 août 1973, il est consacré le 30 septembre de la même année. En 1975, il devient recteur des pèlerinages de Paray-le-Monial. Le 20 mai 1977, il est nommé évêque auxiliaire d'Autun en résidence à Paray-le-Monial. Le 20 janvier 1987, il devient évêque titulaire de Cahors charge qu'il occupe jusqu'à son départ à la retraite le 4 février 2004.
Au sein de la conférence des évêques de France, il a été membre du comité permanent pour les affaires économiques.
Pour la Curie romaine, il a été consulteur au conseil pontifical pour la culture.
Il a joué un rôle déterminant, durant son ministère à Paray-le-Monial, dans la naissance du Renouveau charismatique français dont il a accompagné nombre de fondateurs. C'est lors d'un séjour au Canada qu'il rencontre les premiers groupes charismatiques au début des années 1970. Certain que l'Esprit-Saint ferait suivre le concile Vatican II d'une floraison nouvelle, il saisit la nouveauté de ces mouvements. En confiant le sanctuaire de Paray-le-Monial à la communauté de l'Emmanuel il donne à cette dernière une assise spirituelle qui lui permet de rayonner bien au-delà des frontières de la France. Marqué par la présence de sainte Marguerite-Marie Alacoque (1647-1690), Visitandine à Paray-le-Monial, inspiratrice du culte au Sacré-Cœur de Jésus, il œuvra aussi à cette époque pour développer la dévotion au Sacré-Cœur dans le monde entier.
Arrivé à Cahors, il s'intéresse au sanctuaire de Notre-Dame de Rocamadour, qu'il entreprend de réveiller en y attirant les jeunes de son diocèse. Remarquable accompagnateur spirituel, il suscite des vocations sacerdotales de qualité. Notamment, après avoir obtenu l'approbation du pape Jean-Paul II, celui-ci présida un Grand Pardon de Rocamadour particulier, le dimanche 25 juin 2000. En tant qu’évêque émérite, il garde un regard lucide sur l'Église de son temps et continue de soutenir des fondations nouvelles à travers l'accompagnement spirituel. Pianiste de talent, il partage son temps entre la prière et la musique, qui lui a toujours donné la force de mener sa mission.

## Mémoires
Gaidon a publié ses mémoires sous le titre Un évêque français entre crise et renouveau de l'Église, 2007, Éditions de l'Emmanuel.
L'ancien évêque de Cahors s'exprime sans détours. Ainsi, il déclare par exemple : « J'ai très mal vécu la réforme liturgique, imposée au détour d'un dimanche, avec un autoritarisme clérical insupportable. L'histoire de l'Église m'avait appris que l'on ne touche pas impunément aux rites et au langage symbolique. Le passage en force à la langue vernaculaire, la nouvelle disposition de l'autel, la place et le rôle du célébrant, la mise sur le marché de chants liturgiques composés à la hâte : que de bouleversements en peu de temps et quelles portes ouvertes aux improvisations des apprentis sorciers, sous l'œil paterne et parfois complaisant d'un épiscopat atteint d'aphasie. »
Il regrette également le manque de motivation et d'engagement de l'Église de France devant les lois qui ont porté atteinte à la morale : 

« Nous n'aimons pas sortir d'un ton conciliant et recherchons avant tout le réconfort d'un consensus mou dans les domaines les plus sensibles comme le sont les problèmes de morale conjugale et les questions de bioéthique. J'avais déjà repéré ces hésitations au moment de la loi sur l'avortement et constaté que nous n'étions pas prêts à croiser le fer avec les politiques. Je ressens la même impression alors que le gouvernement s'apprête à ouvrir les débats sur les contrats d'union entre deux personnes de même sexe. D'où vient cette crainte alors que nous n'hésitons pas à faire entendre notre voix en d'autres problèmes de société. (…)
Nous ne devons pas trop vite passer l'éponge sur les choix législatifs qui ont entraîné la banalisation de l'avortement, le remboursement de la pilule et autres mesures démagogiques aux conséquences néfastes pour beaucoup de nos contemporains.(p. 164-165) »